# 豐田Tercel
豐田Tercel（英語：Toyota Tercel）是丰田汽车於1978年至1999年生產的一款次紧凑型车，共出產五代，其車身尺寸約介於Corolla和Starlet之間。Tercel有手動變速器和自动变速器的車款，1995年引進臺灣後曾一度成為熱門的家用小型車。

## 歷代車型

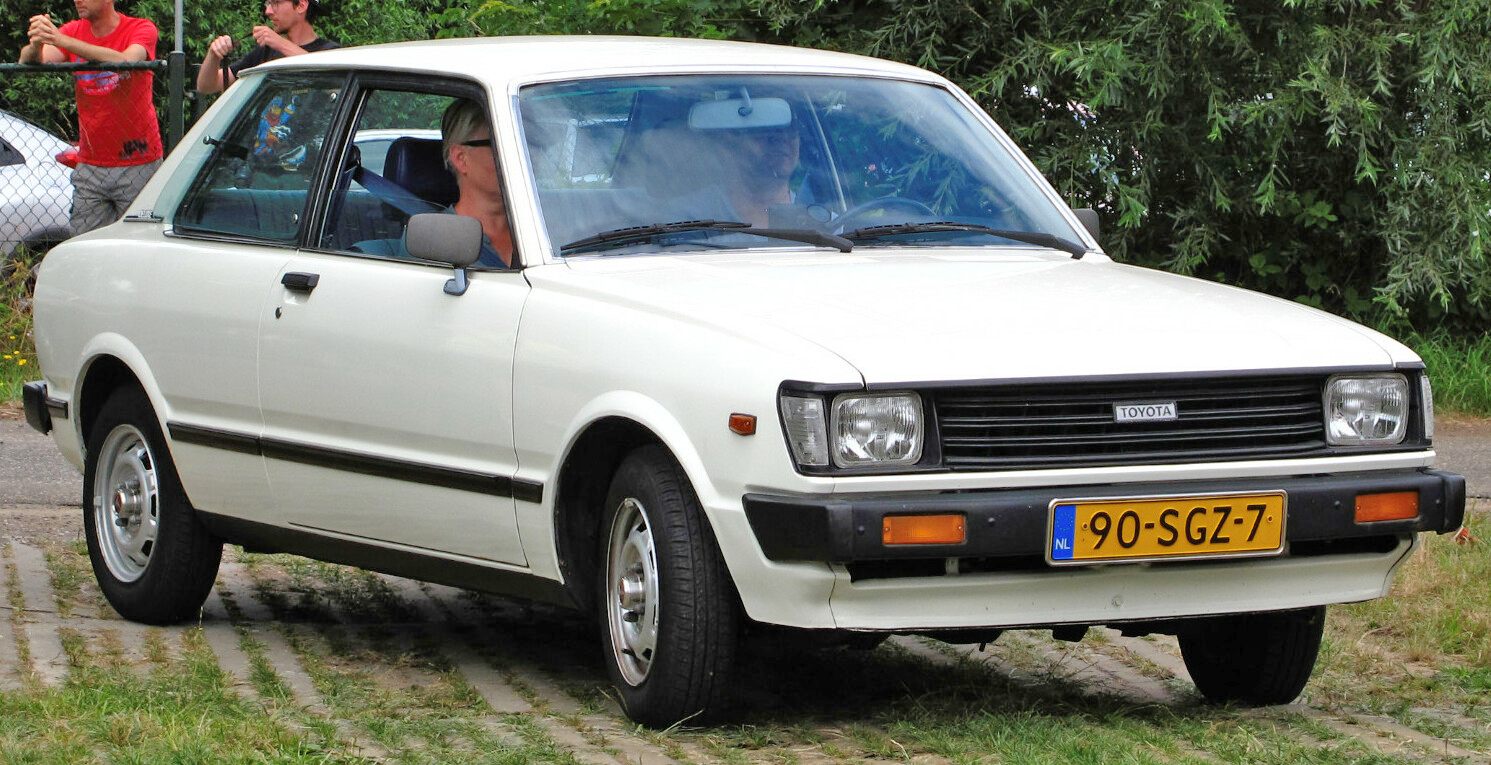
1981出廠的第一代車型（兩門式）
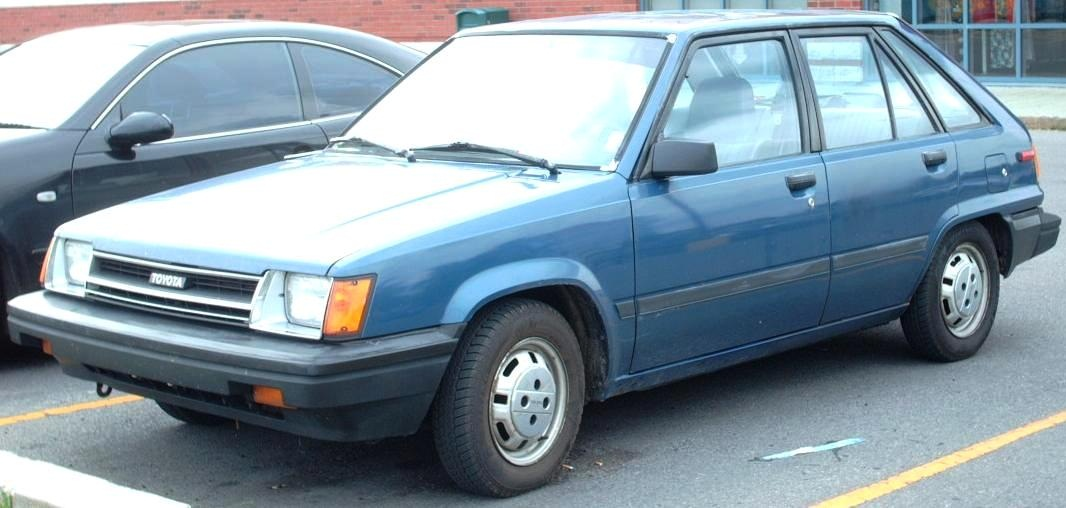
1985-86年生產的第二代車型（五門式）
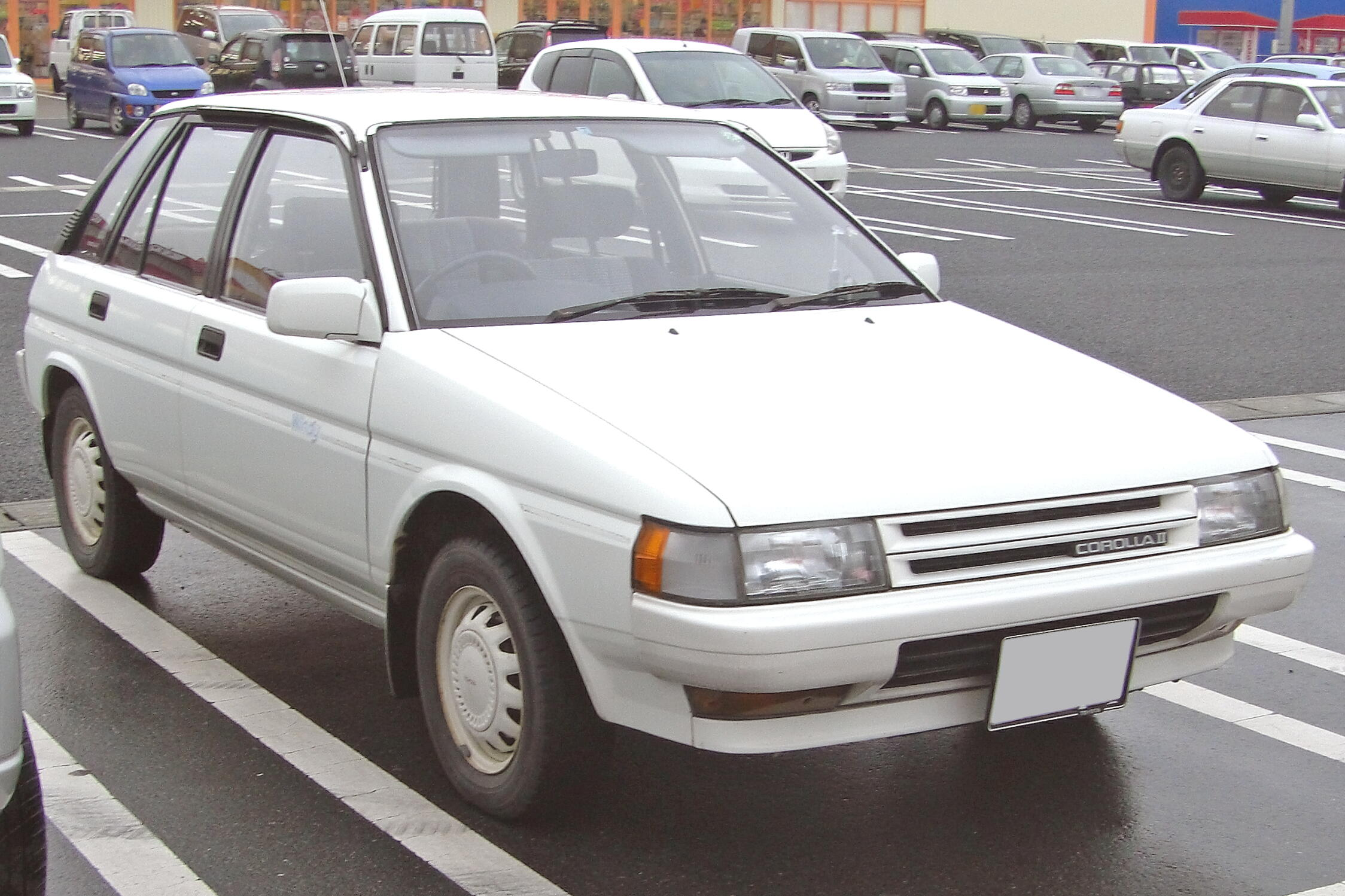
第三代五門式車型
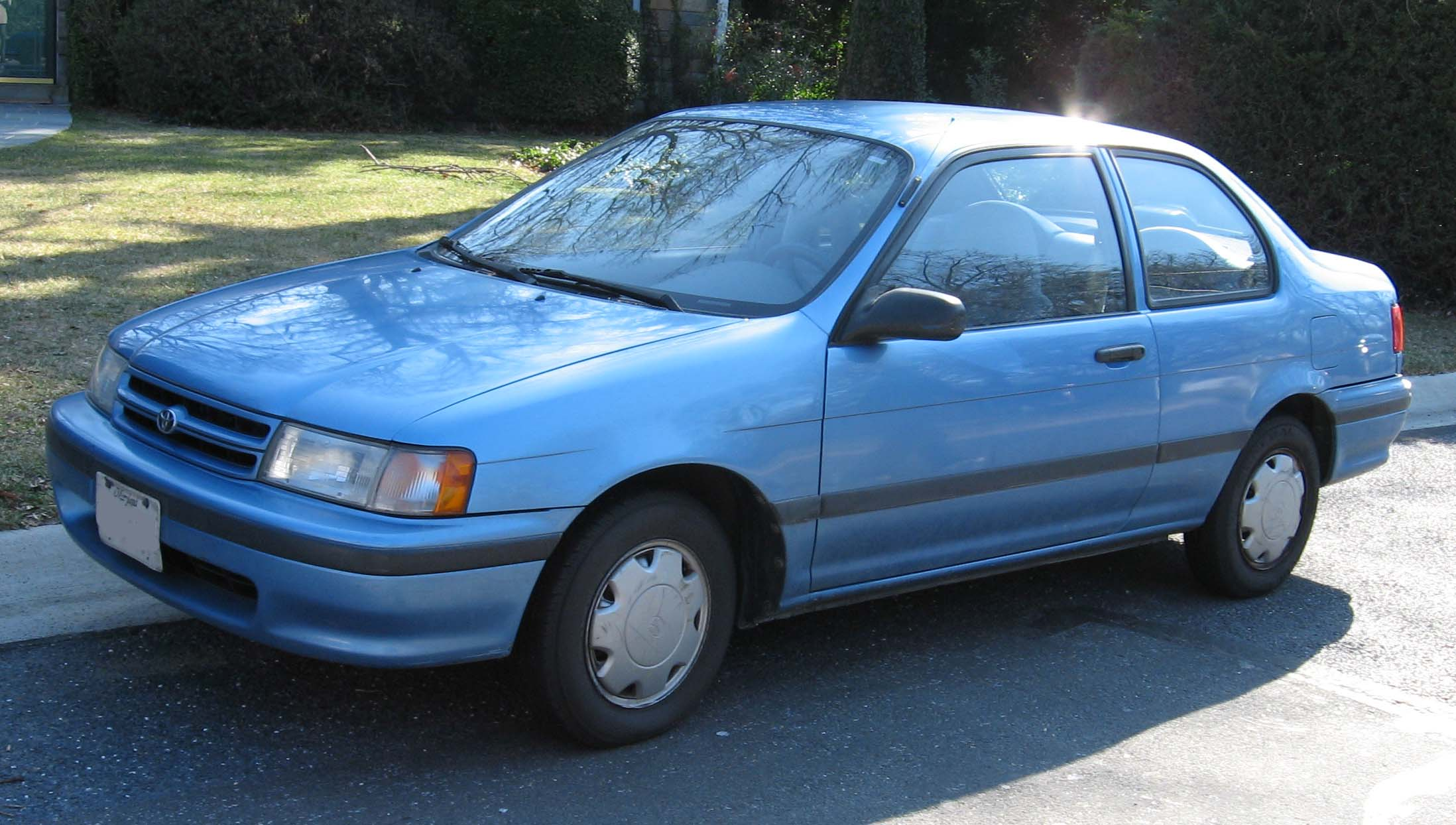
第四代兩門式 (EL43) 車型
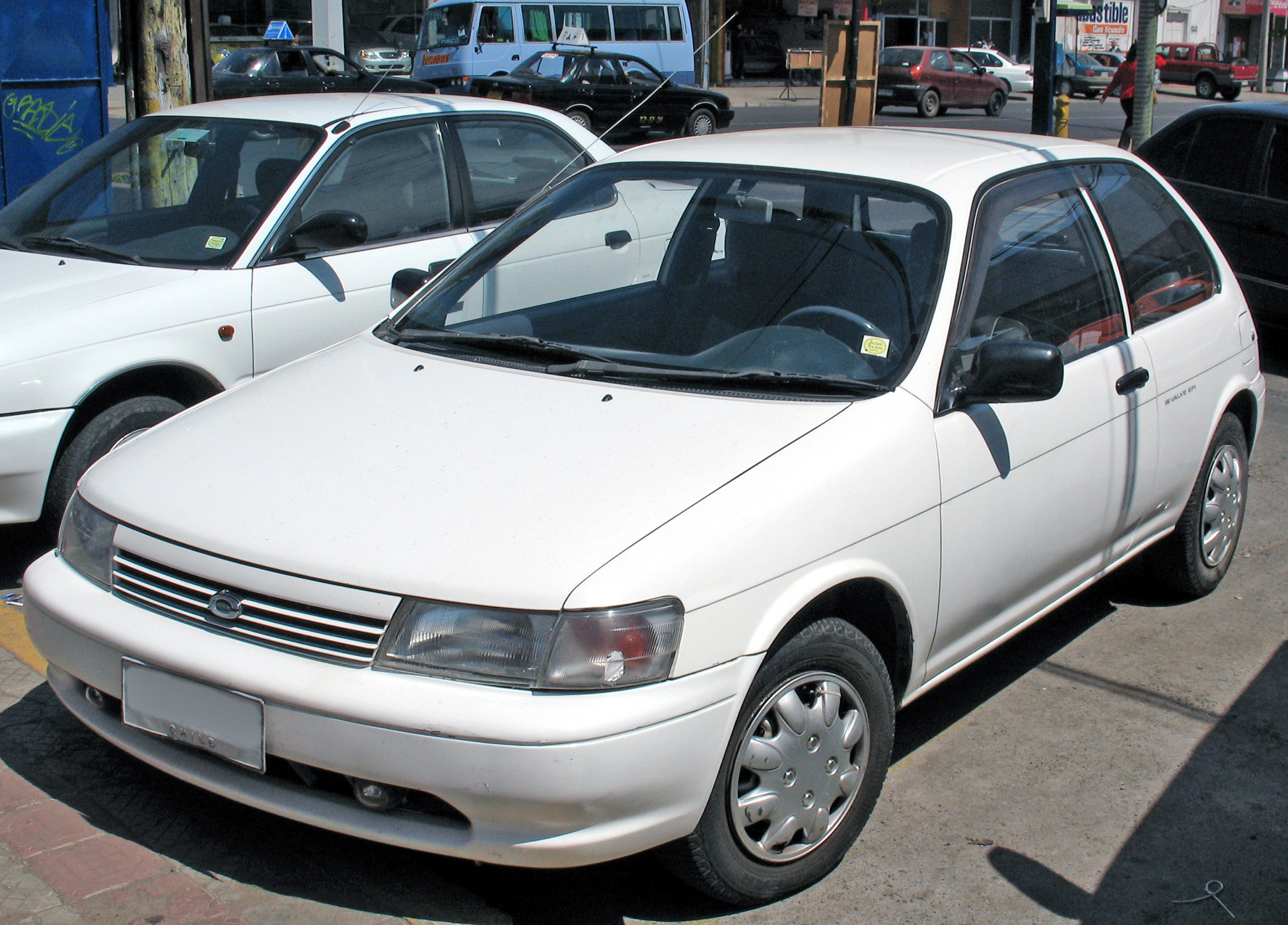
第四代Corolla II
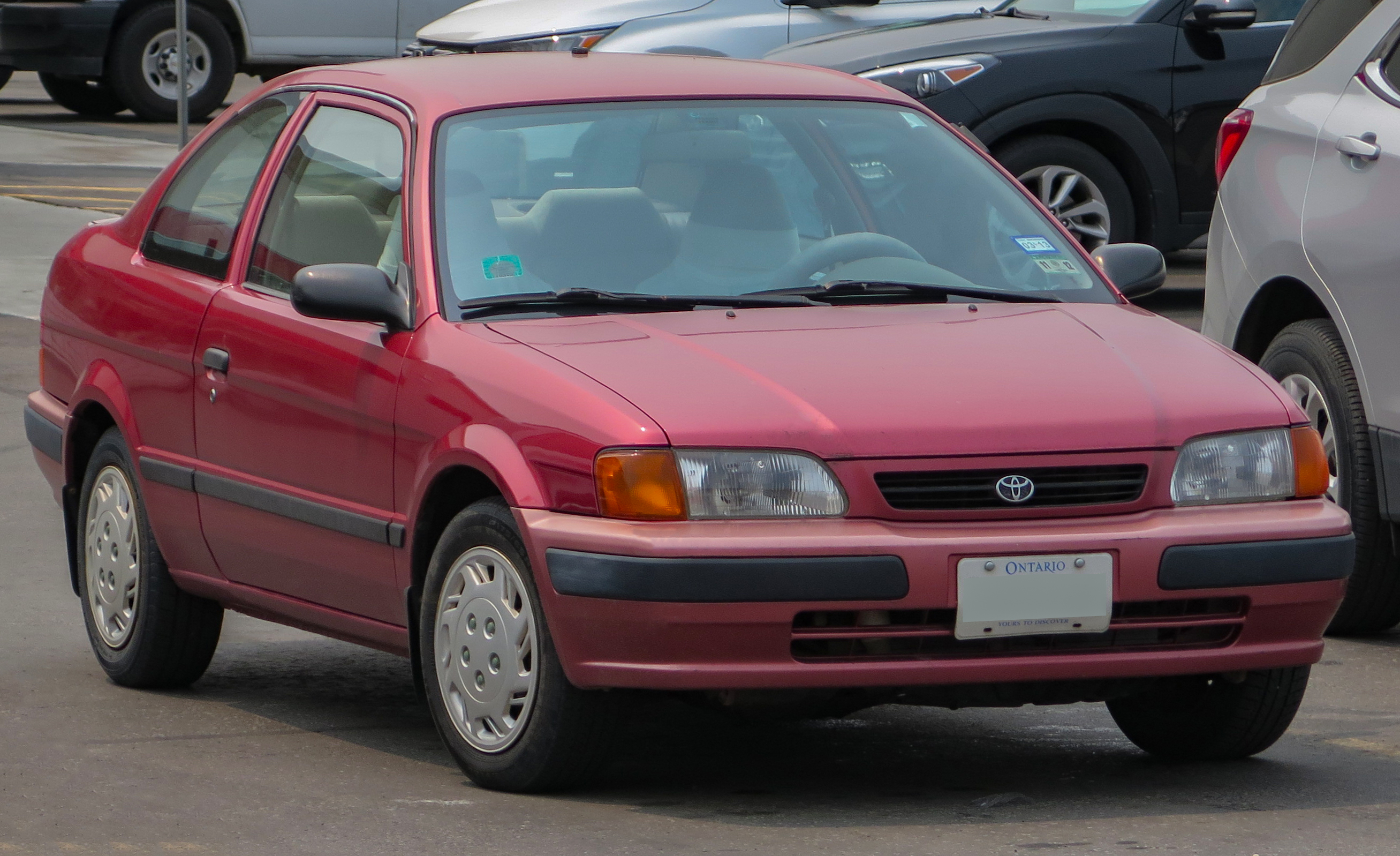
1997年生產的第五代車型
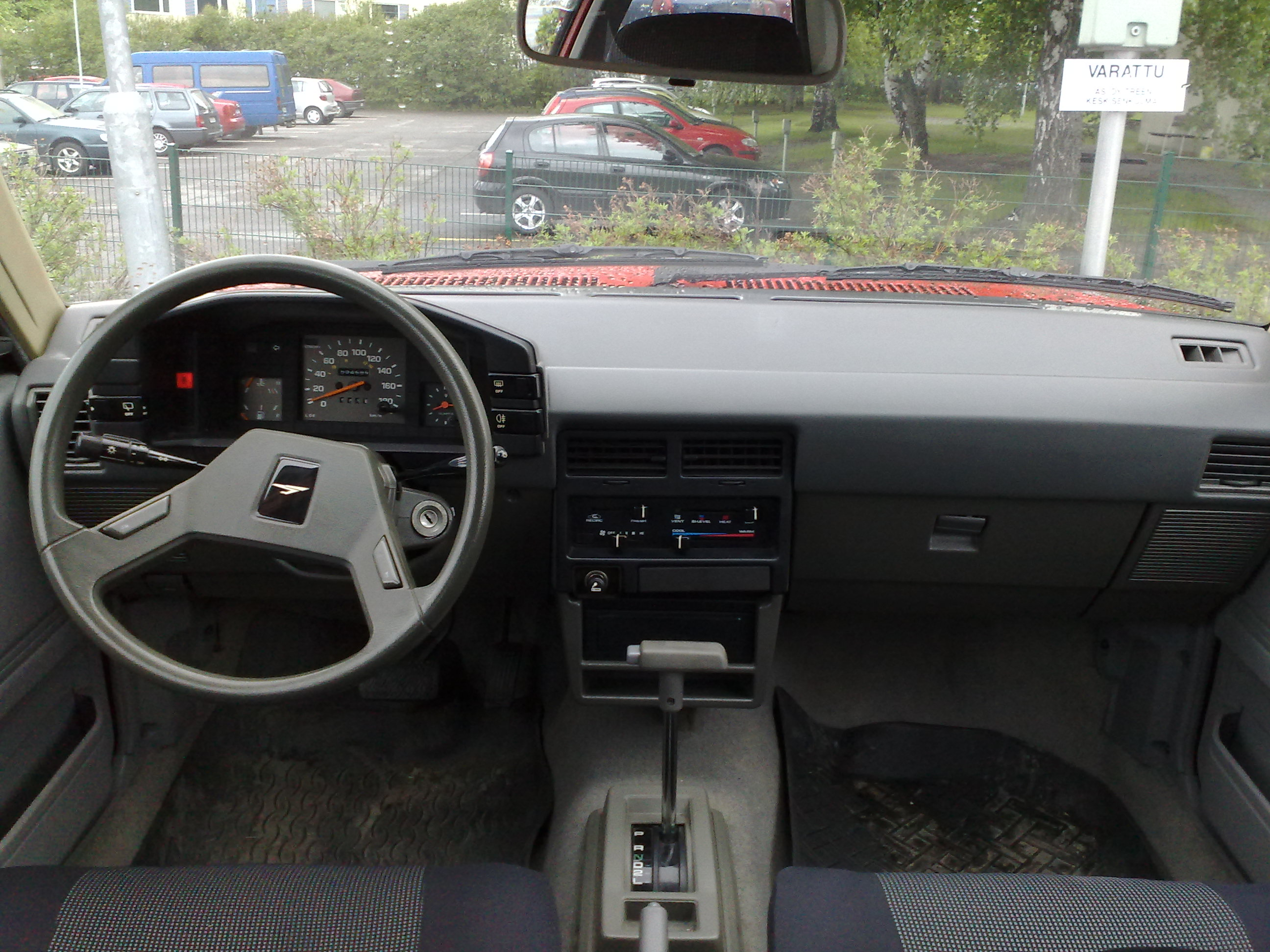
駕駛座內裝（第二代自排）
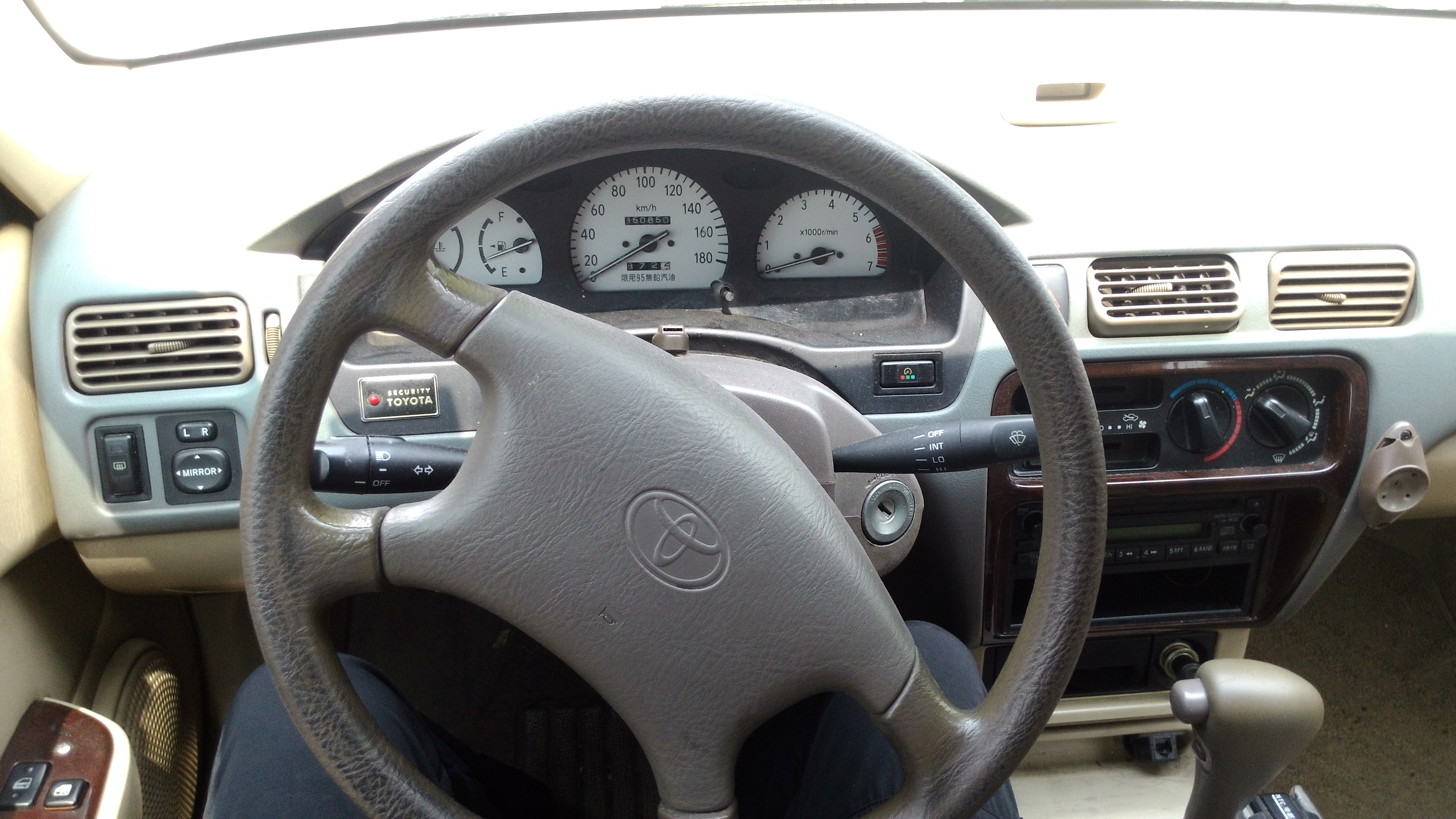
駕駛座內裝（第五代自排）